# Gowdarabylu, Sakleshpur
Gowdarabylu là một làng thuộc tehsil Sakleshpur, huyện Hassan, bang Karnataka, Ấn Độ.